# الشمرية العليا (الضليعة)
'

تعديل مصدري - تعديل

الشمرية العليا هي إحدى قرى عزلة الضليعة بمديرية الضليعة التابعة لمحافظة حضرموت، بلغ تعداد سكانها 64 نسمة حسب تعداد اليمن لعام 2004.